# Ordem das Irmãs Clarissas Capuchinhas
A Ordem das Irmãs Clarissas Capuchinhas é uma ordem religiosa católica pertencente à Segunda Ordem Franciscana, que constitui o ramo feminino da reforma franciscana dos Frades Menores Capuchinhos.

## Origens

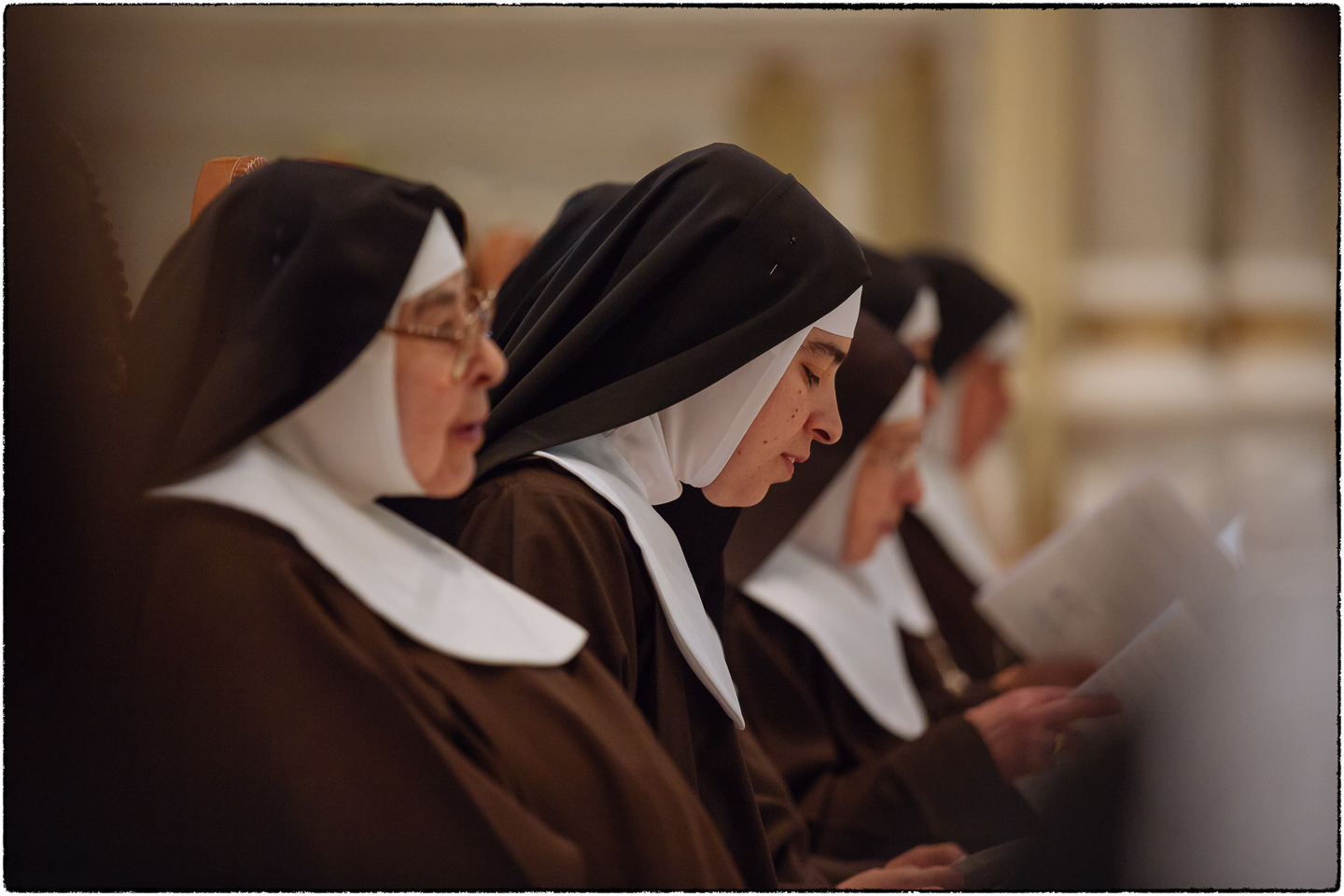
Irmãs Clarissas Capuchinhas.

A história da Ordem tem início em 1522, ano em que María Lorenza Longo, uma viúva nobre espanhola,[a] funda em Nápoles um hospital para doentes incuráveis (atualmente conhecido como o Complesso degli Incurabili), que fica a cargo de uma comunidade da Ordem terceira franciscana da qual a fundadora fazia parte.
Com a chegada da Ordem dos Frades Menores Capuchinhos (frades capuchinhos) a Nápoles em 1529, María Lorenza interessa-se pela reforma capuchinha que estava na origem da criação daquela ordem alguns anos antes. Em 1533 a direção do hospital ficou a cargo de São Caetano de Thiene, que em 1535 conseguiria a aprovação canónica da nova ordem feminina com o nome de Irmãs Franciscanas da Terceira Ordem, de carácter marcadamente contemplativo e adoptando a clausura.

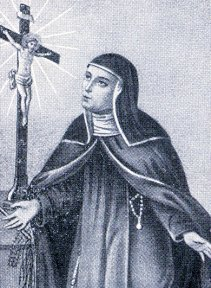
Retrato da fundadora da ordem, María Lorenza Longo.

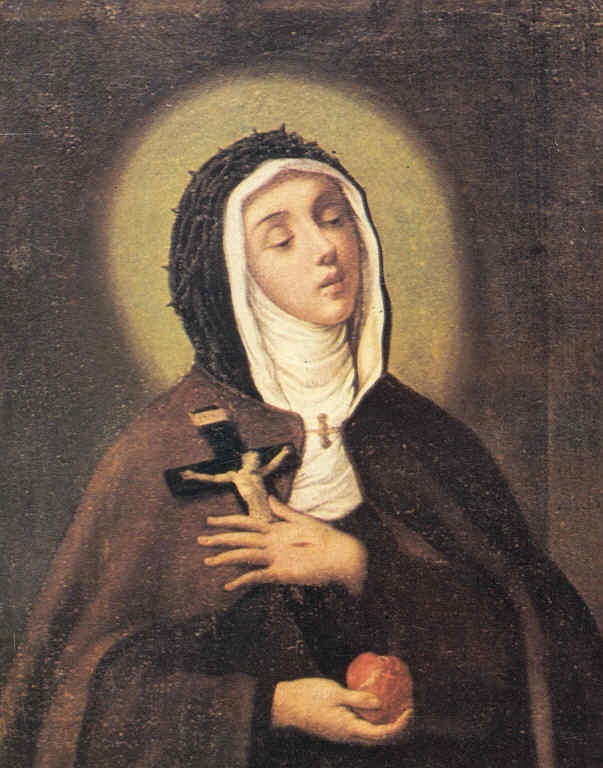
Santa Verónica Giuliani, a primeira santa da Ordem.

Em 1538 São Caetano vira a sua atenção para os capuchinhos, cuja influência é então mais intensa. Em 10 de setembro desse ano, Paulo III confirmava de forma definitiva a fundação da ordem, colocando-a sob a Regra de Santa Clara. e a direção espiritual dos capuchinhos.
Para uma maior observância, María Lorenza adotou as regras da também clarissa Santa Coleta de Corbie, adaptando-as e acrescentando-as com algumas das regras dos capuchinhos.

## Difusão
María Lorenza morreu em 1542. Nesse tempo já o mosteiro de Nápoles tinha ganho fama de santidade e a expansão da ordem começou. Em 1553 instalou-se em Perúgia, em 1561 em Gubbio, pouco depois em Roma. Em Milão, São Carlos Borromeu fundou três mosteiros.
O primeiro mosteiro em Espanha foi erigido em 1588 em Granada por Lucía de Ureña, embora só em 1625 foi autorizado a emitir votos solenes.
O primeiro mosteiro na América foi fundado no México em 1665.
Em 2005, a ordem contava com 160 mosteiros e 2209 freiras. No Brasil há cinco mosteiros da ordem em Flores da Cunha (RS), Macapá (AP), Palmas (TO), Juína (MT) e Manaus (AM).

## Personagens relevantes
- Santa Verónica Giuliani (1660-1727), primera santa capuchinha.
- Beata María Ángela Astorch (1592-1665), fundadora dos mosteiros de Saragoça e Múrcia.
- Ángela Serafina Prat (1543-1608), fundadora do mosteiro de Barcelona.
- Ursula Micaela Morata (1628-1703), fundadora do mosteiro de Alicante.
- Beata María Magdalena Martinengo (1687-1737).

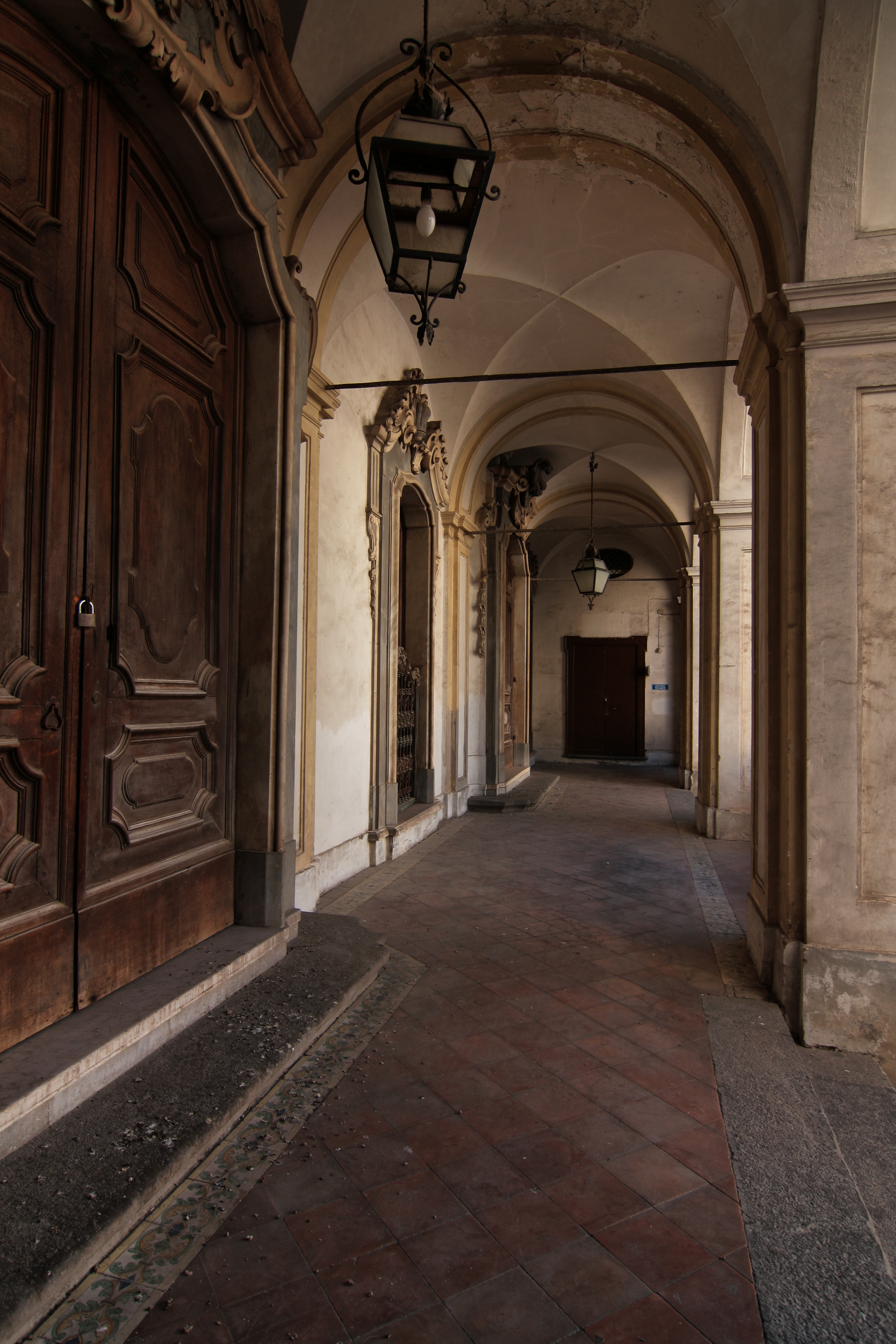
O hospital fundado por María Lorenza Longo em Nápoles, onde a ordem começou.